# Reichsstraße 127

Die Reichsstraße 127 (R 127) war bis 1945 eine Staatsstraße des Deutschen Reichs. Sie verlief in der Provinz Ostpreußen in West-Ost-Richtung von Bischdorf (polnisch Biskupiczki) bei Freystadt (Kisielice) über Allenstein (Olsztyn) bis nach Lyck (Ełk). Während der Kriegshandlungen nach 1939 wurde der Beginn der R 127 bis Gruppe (Grupa) bei Graudenz (Grudziądz) vorgezogen und das Ende  bis an die polnisch-litauische Grenze in Budzisko bei Suwałki (Sudauen) Straße verschoben.
Die R 127 stellte Verbindungen zu 14 anderen Reichsstraßen her. Ihre Gesamtlänge betrug 385 Kilometer.
Heute führt die Trasse der alten R 127 durch drei polnische Woiwodschaften: Kujawien-Pommern, Ermland-Masuren und Podlachien. Der längste Teil der ehemaligen R 127 zwischen Dolna Grupa (Niedergruppe) und Ełk (Lyck) wird von der – jetzt teilweise bereits im Ausbau zur Schnellstraße 16 begriffenen – polnischen Landesstraße DK 16 abgedeckt, ergänzt in kürzeren Abschnitten von der DK 65 und der DK 8 sowie den Woiwodschaftsstraßen DW 272 und DW 653.

## Streckenverlauf der R127
(heutige polnische Woiwodschaftsstraße DW 272):
Provinz Westpreußen (heute: Woiwodschaft Kujawien-Pommern):
Landkreis Schwetz (Weichsel) (heutiger Powiat Świecki)
- Gruppe (Grupa) (Anschluss: R 380)
- Niedergruppe (Dolna Grupa)

 (heutige Landesstraße DK 16, derzeit Ausbau zur Schnellstraße 16 (S 16)):
Landkreis Graudenz (heutiger Powiat Grudziądzki):
- Graudenz (Grudziądz) (Anschluss: R 129 und R 384)
- Roggenhausen Schloss (Rogóźno-Zamek)
- Lessen (Łasin)
- Jankowitz (1939–45: Hansdorf) (Jankowice)

o 1920-1939: Polnisch-deutsche Grenze o
Landkreis Rosenberg in Westpreußen (heute: Powiat Iławski):
- Bischdorf (Biskupiczki)
- Freystadt in Westpreußen (Kisielice)
- Heinrichau (Jędrychowo)
- Groß Herzogswalde (Laseczno)
- Deutsch Eylau (Iława) (Anschluss: R 144)

Provinz Ostpreußen (heutige Woiwodschaft Ermland-Masuren):
Landkreis Osterode in Ostpreußen (heutiger Powiat Ostródzki):
- Bergfriede (Ostpreußen) (Samborowo)
- Warweiden (Wirwajdy)
- Thyrau (Tyrowo)
- Mörlen (Morliny)
- Treuwalde (Cierzpięty)
- Osterode (Ostpreußen) (Ostróda) (Anschluss: R 78 und R 130)

(heutiger Powiat Olsztyński):
- Dlusken/Seebude (Dłużki)
- Rapatten (Rapaty)
- Sdroiken/Eulenwinkel (Zdrojek)
- Podleiken (Podlejki)

Landkreis Allenstein:
- Passargenthal (Tomarynki)
- Dietrichswalde (Gietrzwałd)
- Nagladden (Naglady)
- Deuthen (Dajtki)
- Allenstein (Olsztyn) (Anschluss: Reichsstraßen R 130 und R 134)
- Fittigsdorf (Wójtowo)
- Kaplitainen (Kaplityny)
- Lengainen (Łęgajny)
- Wartenburg (Ostpreußen) (Barczewo)
- Reuschhagen (Ruszajny)
- Rothwalde (Czerwony Bór)
- Debrong (Dobrąg)
- Krämersdorf (Kromerowo)

Landkreis Rössel:
- Falkenheim (Zazdrośź)
- Ridbach (Rzeck)
- Bischofsburg (Biskupiec) (Anschluss: Reichsstraßen R 128 und R 141)

Landkreis Ortelsburg (heutiger Powiat Szczycieński):
- Groß Borken (Borki Wielkie)

Landkreis Sensburg (heutiger Powiat Mrągowski):
- Groß Kosarken-Dönhoffstädt (1938-1945: Köhlersgut) (Kozarek Wielki)
- Sorquitten (Sorkwity)
- Salucken (Załuki)
- Neu Bagnowen (1938-1945: Borkenau) (Nowe Bagienice)
- Alt Bagnowen (1938–45: Althöfen) (Bagienice)
- Mertinsdorf (Marcinkowo)
- Sensburg (Mrągowo) (Anschluss: R 140)
- Neu Proberg (Probark)
- Kossewen (1938–45: Rechenberg) (Kosewo)
- Vollmarstein (Nowe Nadawki)
- Barranowen (1938–45: Hoverbeck) (Baranowo)
- Inulzen (1938–45: Neufasten) (Inulec)
- Selbongen (Zełwągi)
- Prawdowen (1929–45: Wahrendorf) (Prawdowo)
- Nikolaiken (Mikołajki)
- Karlshorst (Pszczółki)
- Wosnitzen (1938–45: Julienhöfen) (Woźnice)
- Olschewen (1938–45: Erlenau) (Olszewo)

Landkreis Johannisburg (heutiger Powiat Piski):
- Dombrowken (1929–45: Eichendorf) (Dąbrówka)
- Drosdowen  (1938–45: Drosselwalde) (Drozdowo)
- Wensewen (1938-1945: Wensen) (Wężewo)
- Eckersberg (Okartowo)
- Gregersdorf (Grzegorze)
- Mykossen (1938–1945: Arenswalde) (Mikosze)
- Arys (Orzysz) (Anschluss: R 131)
- Wiersbinnen (1938–45: Stollendorf) (Wierzbiny)

Landkreis Lyck:
- Klaussen (Klusy)

(heutiger Powiat Ełcki):
- Reuschendorf (Ruska Wieś)
- Thalussen (1938-1945: Talussen) (Talusy)
- Renkussen (Rękusy)
- Mathildenhof (Buniaki)
- Bartossen (1938-1945: Bartendorf) (Bartosze)

- Lyck (Ełk) (Anschluss: R 132)

 (heutige DK 65):
- Stradaunen (Straduny)

Landkreis Treuburg (heutiger Powiat Olecki):
- Gonsken (1938–45: Herzogskirchen) (Gąski)
- Marggrabowa („Oletzko“) (1928-1945: Treuburg) (Olecko) (Anschluss: R 132)
- Seedranken (Sedranki)

 (heutige DW 653):
- Sczeczinken (1916 -1945: Eichhorn) (Szczecinki)

o bis 1939 Deutsch-polnische Grenze o
(heutige Woiwodschaft Podlachien):
Landkreis Sudauen (heutiger Powiat Suwalski):
- Bakałarzewo
- Malinówka
- Przebród

Suwałki (Suwalken, 1941–45: Sudauen) (Anschluss R 137)
 /  (heutige DK 8 und Europastraße 67):
- Czerwonka
- Szypliszki
- Budzisko

o heutige Polnisch-litauische Grenze – Grenzübergangsstelle Budzisko (PL) / Kalvarija (LT) o